# Campeonato Europeo de Judo de 1992
El XL Campeonato Europeo de Judo se celebró en París (Francia) entre el 7 y el 10 de mayo de 1992 bajo la organización de la Unión Europea de Judo (EJU) y la Federación Francesa de Judo.
Las competiciones se realizaron en el Estadio Pierre de Coubertin de la capital gala.

## Medallistas

### Masculino
| Evento            | Oro                          | Plata                      | Bronce                                                      |
| ----------------- | ---------------------------- | -------------------------- | ----------------------------------------------------------- |
| –60 kg            | Nazim Hüseynov CEI           | Philippe Pradayrol Francia | Keith Gough · Irlanda · Raik Arnold · Alemania              |
| –65 kg            | Benoît Campargue Francia     | Vsevolods Zeļonijs Letonia | Ivan Netov · Bulgaria · Francisco Lorenzo Aparicio · España |
| –71 kg            | Norbert Haimberger · Austria | Bruno Carabetta Francia    | Oren Smadja · Israel · Joaquín Ruiz Llorente · España       |
| –78 kg            | Marko Spittka · Alemania     | Olivier Schaffter · Suiza  | Bertrand Damaisin Francia Sharip Varayev CEI                |
| –86 kg            | Pascal Tayot Francia         | Adrian Croitoru · Rumania  | Giorgio Vismara · Italia · León Villar Beltrán · España     |
| –95 kg            | Stéphane Traineau Francia    | Dmitri Sergueyev CEI       | Luigi Guido · Italia · Antal Kovács · Hungría               |
| +95 kg            | Frank Möller · Alemania      | Serguei Kosorotov CEI      | Dennis Raven · Países Bajos · David Douillet · Francia      |
| Categoría abierta | Thomas Müller · Alemania     | Georges Mathonnet Francia  | Elvis Gordon · Reino Unido · Harry Van Barneveld · Bélgica  |

### Femenino
| Evento            | Oro                              | Plata                          | Bronce                                                     |
| ----------------- | -------------------------------- | ------------------------------ | ---------------------------------------------------------- |
| –48 kg            | Cécile Nowak Francia             | Yolanda Soler Grajera · España | Annikka Mutanen · Finlandia · Giovanna Tortora · Italia    |
| –52 kg            | Loretta Doyle Reino Unido        | Jessica Gal · Países Bajos     | Heidi Goossens · Bélgica · Alessandra Giungi · Italia      |
| –56 kg            | Nicola Fairbrother Reino Unido   | Nicole Flagothier · Bélgica    | Cathérine Arnaud · Francia · Miriam Blasco Soto · España   |
| –61 kg            | Bogusława Olechnowicz · Polonia  | Frauke Eickhoff · Alemania     | Yelena Petrova · CEI · Begoña Gómez Martín · España        |
| –66 kg            | Emanuela Pierantozzi · Italia    | Heidi Rakels · Bélgica         | Yelena Kotelnikova · CEI · Alexandra Schreiber · Alemania  |
| –72 kg            | Laëtitia Meignan Francia         | Ulla Werbrouck · Bélgica       | Irene de Kok · Países Bajos · Karin Krüger · Alemania      |
| +72 kg            | Svetlana Gundarenko CEI          | Claudia Weber · Alemania       | Monique van der Lee · Países Bajos · Renata Szał · Polonia |
| Categoría abierta | Angelique Seriese · Países Bajos | Simona Richter · Rumania       | Karin Kutz · Alemania · Natalina Lupino · Francia          |

## Medallero
| Núm. | País         | Oro | Plata | Bronce | Total |
| ---- | ------------ | --- | ----- | ------ | ----- |
| 1    | Francia      | 5   | 3     | 4      | 12    |
| 2    | Alemania     | 3   | 2     | 4      | 9     |
| 3    | CEI          | 2   | 2     | 3      | 7     |
| 4    | Reino Unido  | 2   | 0     | 1      | 3     |
| 5    | Países Bajos | 1   | 1     | 3      | 5     |
| 6    | Italia       | 1   | 0     | 4      | 5     |
| 7    | Polonia      | 1   | 0     | 1      | 2     |
| 8    | Austria      | 1   | 0     | 0      | 1     |
| 9    | Bélgica      | 0   | 3     | 2      | 5     |
| 10   | Rumania      | 0   | 2     | 0      | 2     |
| 11   | España       | 0   | 1     | 5      | 6     |
| 12   | Letonia      | 0   | 1     | 0      | 1     |
| 12   | Suiza        | 0   | 1     | 0      | 1     |
| 14   | Bulgaria     | 0   | 0     | 1      | 1     |
| 14   | Finlandia    | 0   | 0     | 1      | 1     |
| 14   | Hungría      | 0   | 0     | 1      | 1     |
| 14   | Irlanda      | 0   | 0     | 1      | 1     |
| 14   | Israel       | 0   | 0     | 1      | 1     |
|      | TOTAL        | 16  | 16    | 32     | 64    |